# Motion (Lee Konitz)
Motion è un album di Lee Konitz, in trio con Sonny Dallas ed Elvin Jones, registrato nel 1961 e pubblicato nello stesso anno per la Verve Records.

## Il disco
L'album è costituito da cinque standard, tutti classici del Great American Songbook. Konitz richiama brevemente le melodie originali dei brani, per poi dedicare uno spazio molto ampio all'improvvisazione. Si tratta di uno degli esempi più riusciti della sua idea musicale e improvvisativa: sono evidenti, in particolare, il suo timing dietro al beat e il suo fraseggio asimmetrico rispetto alla struttura metrica.
Konitz e Jones non avevano mai suonato insieme prima di questa registrazione, e il batterista era noto per il suo stile energico e aggressivo, apparentemente incompatibile con quello del sassofonista. Tuttavia, grazie anche alla mediazione di Dallas, il livello di interplay raggiunto dal trio è notevole: Jones si dimostra un accompagnatore di grande supporto, senza sacrificare la sua intensità. Senza strumento armonico, e senza arrangiamenti di nessun tipo, la musica è ridotta all'essenza, e tutta l'attenzione è rivolta all'improvvisazione e al dialogo estemporaneo tra i musicisti.
Nel 1986 è stata pubblicata una nuova edizione dell'album con tre tracce inedite. Nel 1995 è stata pubblicata un'edizione ampliata su 3 CD: il primo include tutte le tracce già pubblicate più una inedita, mentre gli altri due contengono materiale proveniente da altre due sedute di registrazione dello stesso periodo, in cui Nick Stabulas è alla batteria al posto di Elvin Jones.

## Tracce
1. I Remember You (Victor Schertzinger, Johnny Mercer) – 4:30
2. All of Me (Gerald Marks, Seymour Simons) – 7:41
3. Foolin' Myself (Jack Lawrence, Peter Tinturin) – 7:01
4. You'd Be So Nice to Come Home To (Cole Porter) – 10:45
5. I'll Remember April (Gene DePaul, Patricia Johnston, Don Raye) – 8:01

## Formazione
- Lee Konitz – sassofono contralto
- Sonny Dallas – contrabbasso
- Elvin Jones – batteria